# تل قلعه بدرآباد
تل قلعه بدر آباد مربوط به دوران‌های تاریخی پس از اسلام است و در فارس، شهرستان نی‌ریز، بخش پشتکوه، روستای دهچاه واقع شده و این اثر در تاریخ ۸ مرداد ۱۳۸۱ با شمارهٔ ثبت ۶۰۸۷ به‌عنوان یکی از آثار ملی ایران به ثبت رسیده‌است.